# Kenji Kimura
Kenji Kimura (em japonês:  木村 憲治; Tóquio, 19 de julho de 1945) é um ex-jogador de voleibol do Japão que competiu nos Jogos Olímpicos de 1968 e 1972.
Em 1968, ele fez parte da equipe japonesa que conquistou a medalha de prata no torneio olímpico, no qual jogou em todas as nove partidas. Quatro anos depois, ele ganhou a medalha de ouro com o time japonês na competição olímpica de 1972, participando de todos os sete jogos.